# Alopias vulpinus
El tiburón azotador, zorro marino o pez zorro (Alopias vulpinus) es una especie de elasmobranquio lamniforme de la familia Alopiidae. Su extraordinaria cola mide casi tanto como el resto de su cuerpo. El lóbulo inferior de la cola es pequeño, pero el superior es muy largo, arqueado y terminado en punta. Se alimenta, en solitario o en grupo, de banco de peces. Usa la cola a modo de látigo que sacude de un lado a otro para rodear o herir a sus presas. Cuando nada cerca de la superficie, a veces derriba con la cola aves marinas que vuelan bajo. La hembra pare hasta 4 crías de una sola vez; produce más embriones, pero algunas crías se comen a las otras cuando todavía están dentro de la madre.

## Galería

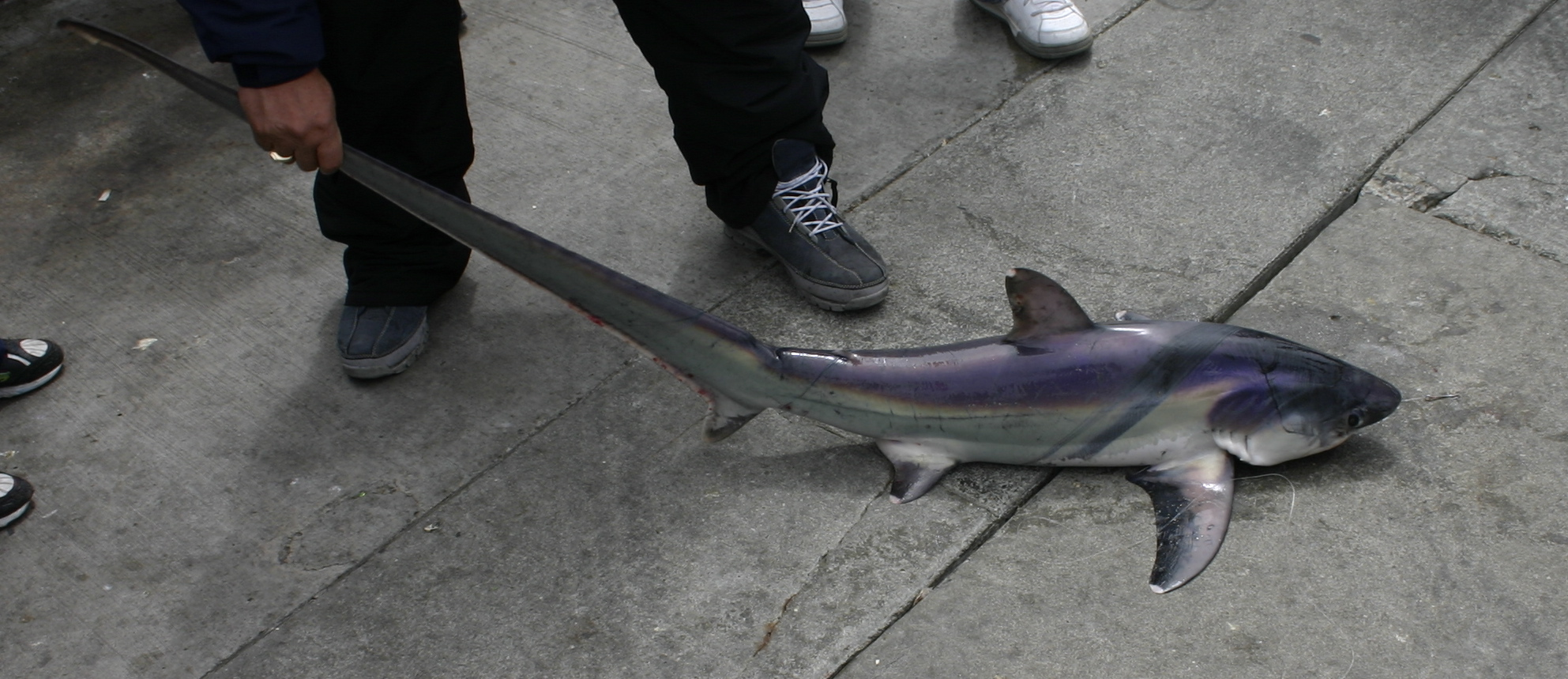
Se le pueden distinguir de otros tiburones por su larga cola.
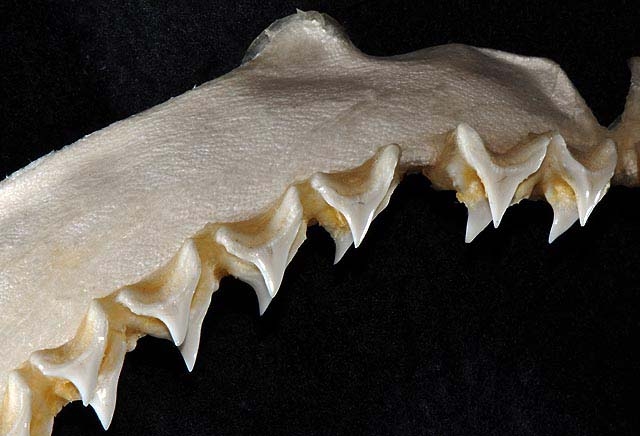
Dientes.
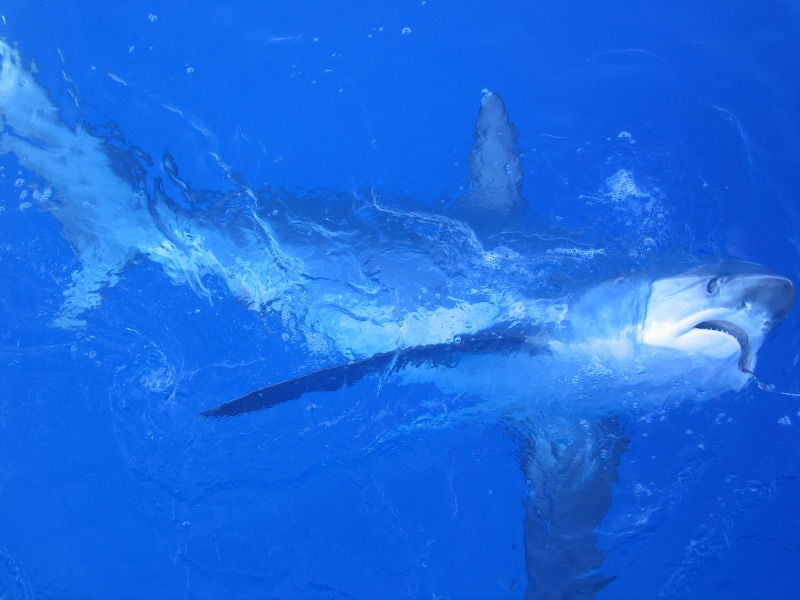
Un pez zorro enganchado a un palangre: este tiburón es capturado comercialmente por muchos países.
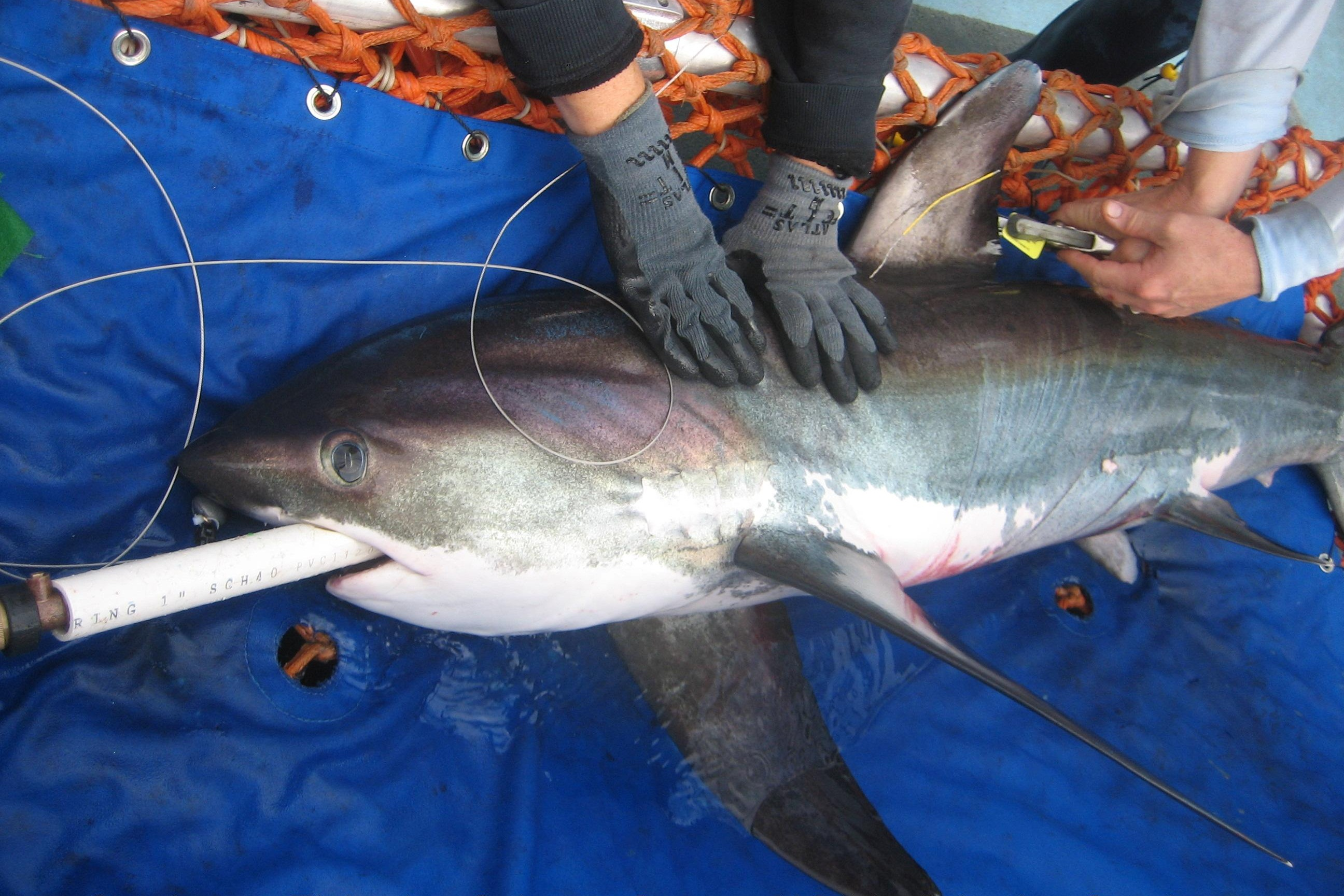
Investigadores de la NOAA que marcan un pez zorro, tales esfuerzos son críticos para desarrollar medidas de conservación.

## Curiosidades
El retórico romano (del siglo II d. C. ) Claudio Eliano dedica una breve historia a hablar sobre el tiburón zorro en el Libro I de su obra Sobre la naturaleza de los animales (en griego: Περὶ ζῴων ἰδιότητος Perí zóon idiótitos; en latín: De Natura Animalium o Historia animalium). Éste dice que también se le conoce a este animal como "devorador". Habla de sus potentes mandíbulas y filas de dientes. Cuenta que destroza sin esfuerzo todo que encuentra a su alcance, de modo que si es presa de un anzuelo, intenta romper la línea en lugar de intentar huir. Dice también que suelen atacar en conjunto a grupos de delfines hasta separar del grupo a su presa; cada tiburón zorro marcha con su trozo que ha podido separar de su presa y deja los restos. Sobre su pesca, comenta que los pescadores ponen a sus anzuelos unos mangos especiales de metal que, igualmente, el tiburón es capaz de romper.